# Мільйонаріос
«Мільйона́ріос» (ісп. «Millonarios Fútbol Club») — колумбійський футбольний клуб з Боготи. Заснований 18 червня 1946 року.

## Досягнення
- Чемпіон Колумбії (15): 1949, 1951, 1952, 1953, 1959, 1961, 1962, 1963, 1964, 1972, 1978, 1987, 1988, 2012 Ф, 2017 Ф, 2023 А
- Володар кубка Колумбії (4): 1952-1953, 1956, 1963, 2011, 2022
- Володар Суперліги Колумбії (2): 2018, 2024